# Drvenik Veliki
Drvenik Veliki – wieś w Chorwacji, w żupanii splicko-dalmatyńskiej, w mieście Trogir. W 2011 roku liczyła 150 mieszkańców.